# Ommatius dentatus
Ommatius dentatus är en tvåvingeart som beskrevs av Scarbrough 1994. Ommatius dentatus ingår i släktet Ommatius och familjen rovflugor. Inga underarter finns listade i Catalogue of Life.